# مورين غراي
مورين غراي (بالإنجليزية: Maureen Gray)‏ هي مغنية وكاتبة غنائية أمريكية، ولدت في 10 مايو 1948 في نيويورك في الولايات المتحدة، وتوفيت في 7 يناير 2014.

## روابط خارجية
- مورين غراي على موقع ميوزك برينز (الإنجليزية)
- مورين غراي على موقع أول ميوزيك (الإنجليزية)